# Епархия Джоваи
Епархия Джоваи (лат. Dioecesis Iovaiensis) — епархия Римско-Католической церкви c центром в городе Джоваи, Индия. Епархия Джоваи входит в митрополию Шиллонга. Кафедральным собором епархии Джоваи является церковь святой Терезы.

## История
28 января 2006 года Римский папа Иоанн Павел II издал буллу Vigili cum cura, которой учредил епархию Джоваи, выделив её из архиепархии Шиллонга.

## Ординарии епархии
- епископ Vincent Kympat (28.01.2006 — 30.07.2011).
  - Sede Vacante

## Источник
- Annuario Pontificio, Libreria Editrice Vaticana, Città del Vaticano, 2003, ISBN 88-209-7422-3
- Булла Vigili cum cura, AAS 98 (2006), стр. 307  (лат.)